# Rhinocypha cognata
Rhinocypha cognata là loài chuồn chuồn trong họ Chlorocyphidae. Loài này được Kimmins mô tả khoa học đầu tiên năm 1936.